# Медведевка (Черниговская область)
Медведевка (укр. Медведівка) — село в Семёновском районе Черниговской области Украины. Население 84 человека на 2019 год. Занимает площадь 0,33 км².
Код КОАТУУ: 7424786505. Почтовый индекс: 15411. Телефонный код: +380 4659.

## Власть
Орган местного самоуправления — Тимоновичский сельский совет. Почтовый адрес: 15410, Черниговская обл., Семёновский р-н, с. Тимоновичи, ул. Победы, 1.